# Каванак
Каванак (фр. Cavanac) насеље је и општина у јужној Француској у региону Лангдок-Русијон, у департману Од која припада префектури Каркасон.
По подацима из 2011. године у општини је живело 928 становника, а густина насељености је износила 103,34 становника/km². Општина се простире на површини од 8,96 km². Налази се на средњој надморској висини од 138 метара (максималној 320 m, а минималној 109 m).

## Демографија
| 1962. | 1968. | 1975. | 1982. | 1990. | 1999. | 2011. |
| ----- | ----- | ----- | ----- | ----- | ----- | ----- |
| 456   | 495   | 521   | 581   | 676   | 665   | 928   |

График промене броја становника у току последњих година